# Vishwanath Pratap Singh

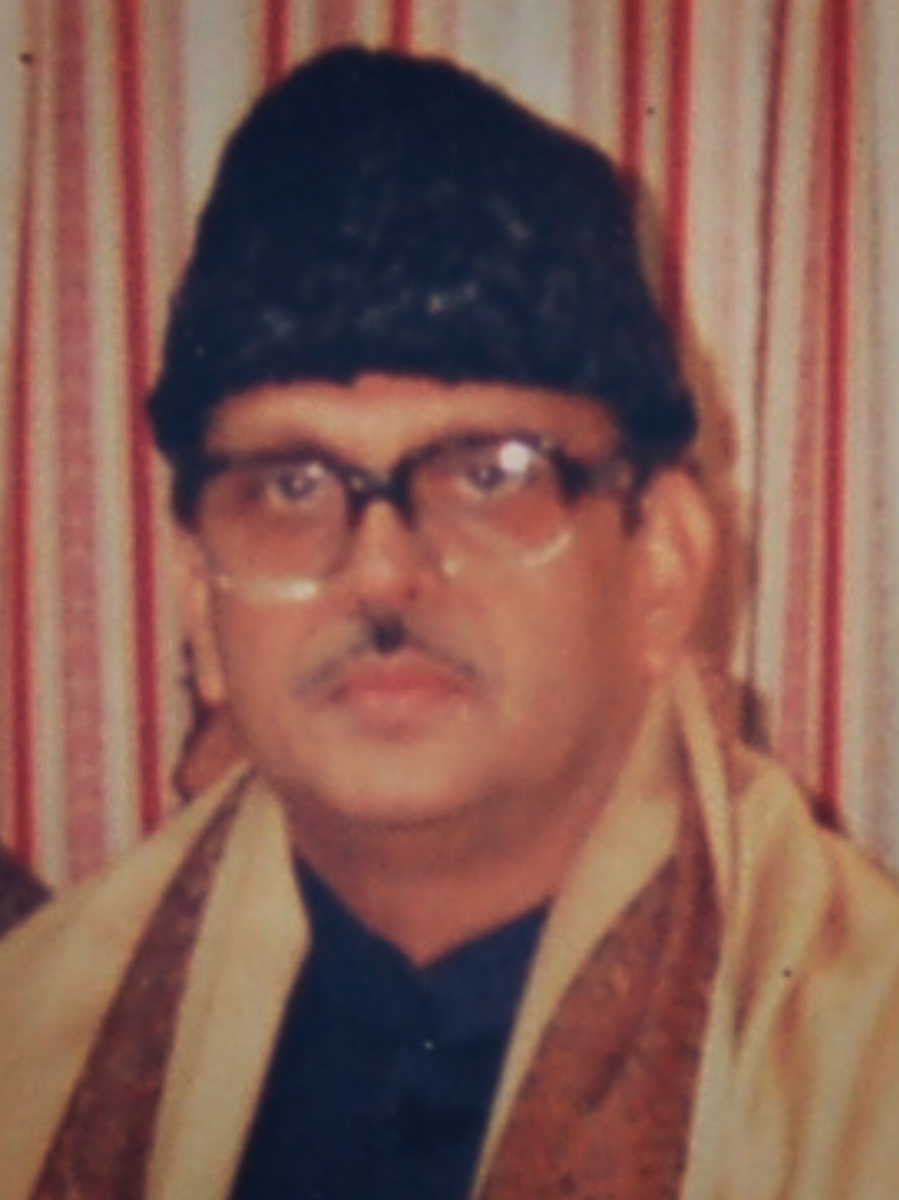
Vishwanath Pratap Singh

Vishwanath Pratap Singh (Hindi विश्वनाथ प्रताप सिंह Viśvanāth Pratāp Siṅh; * 25. Juni 1931 in Allahabad im Bundesstaat Uttar Pradesh in Indien; † 27. November 2008 in Neu-Delhi) war vom 2. Dezember 1989 bis zum 10. November 1990 der siebte Premierminister von Indien. Seine Partei Janata Dal gewann 1989 die Wahlen in Indien zusammen mit der kommunistischen Partei.

## Leben
Vishwanath Pratap Singh wurde als einziges Kind einer indischen Fürstenfamilie geboren. Sein Vater Raja Bahadur Ram Gopal Singh regierte den kleinen Fürstenstaat Manda. Er studierte an den Universitäten von Allahabad und Pune.
Er wurde im Jahre 1967 als Abgeordneter ins indische Parlament gewählt. Von 1980 bis 1982 war er Chief Minister des Bundesstaates Uttar Pradesh. Ab 1984 bis 1987 war er Finanzminister in der Regierung von Rajiv Gandhi und wechselte danach ins Verteidigungs-Ressort. Nach dem Bofors-Skandal entwickelte sich Singh zu einem scharfen Kritiker der Regierung und Rajiv Gandhis und trat schließlich von seinem Ministeramt zurück und wurde auf Betreiben Gandhis aus der Kongresspartei ausgeschlossen. Er gab daraufhin auch sein Abgeordnetenmandat zurück und gründete mit anderen Dissidenten aus der Kongresspartei eine neue Partei Jan Morcha („Volksfront“).
Bei einer Nachwahl im Wahlkreis Allahabad in Uttar Pradesh wurde Singh wieder in die Lok Sabha gewählt.
Am 11. Oktober 1988 schloss sich die Jan Morcha mit dem größten Teil der Janata Party und der Lok Dal zu einer neuen Partei, der Janata Dal („Volkspartei“) zusammen und Singh wurde zum Parteiführer der Janata Dal gewählt. Bei der Parlamentswahl 1989 erreichte die Janata Dal 27 % der Parlamentssitze und bildete anschließend eine Minderheitsregierung mit Singh als Ministerpräsidenten.
Nach der Spaltung seiner Partei und seinem Sturz durch ein Misstrauensvotum im Parlament musste er das Amt schon 1990 seinem innerparteilichen Gegenspieler Chandra Shekhar überlassen.
Singh verstarb im Alter von 77 Jahren an einem Multiplen Myelom mit damit verbundenem Nierenversagen. Er wurde am 27. November 2008 mit vollen staatlichen Ehren am Ufer das Ganges nach hinduistischem Ritus feuerbestattet.